# Нестково
Нестково (пол. Niestkowo, нім. Nesekow) — село в Польщі, у гміні Устка Слупського повіту Поморського воєводства.
Населення — 193 особи (2011).
У 1975-1998 роках село належало до Слупського воєводства.

## Демографія
Демографічна структура станом на 31 березня 2011 року:
|          | Загалом | Допрацездатний вік | Працездатний вік | Постпрацездатний вік |
| -------- | ------- | ------------------ | ---------------- | -------------------- |
| Чоловіки | 93      | 25                 | 62               | 6                    |
| Жінки    | 100     | 20                 | 64               | 16                   |
| Разом    | 193     | 45                 | 126              | 22                   |